# (24612) 1978 UE6
1978 يو إي 6 (ويعرف أيضًا باسم (24612) 1978 يو إي 6 وفق تسمية الكوكب الصغير) (بالإنجليزية: 1978 UE6)‏ هو كويكب ضمن حزام الكويكبات؛ وترتيبه 24612 من حيث الاكتشاف.
اكتُشف هذا الجُرم الفلكي بواسطة C. Michelle Olmstead ‏ في 27 أكتوبر 1978.

## وصلات خارجية
- (24612) 1978 UE6 في قاعدة بيانات مختبر الدفع النفاث لأجرام النظام الشمسي الصغيرة

- الاكتشاف · مخطط المدار ·  العناصر المدارية · المعلمات المادية

- (24612) 1978 UE6 على موقع ويكي سكاي: DSS2, SDSS, GALEX, IRAS, Hydrogen α, X-Ray, Astrophoto, Sky Map, Articles and images